# Belmont-sur-Lausanne
Belmont-sur-Lausanne é uma comuna da Suíça, situada no distrito do Lavaux-Oron, no cantão de Vaud. Tem 2,65 km² de área e sua população em 2018 foi estimada em 3.721 habitantes.